# National Model Railroad Association
La National Model Railroad Association (NMRA) è una organizzazione no-profit per gli amanti del modellismo ferroviario.

## Storia
Fu fondata negli Stati Uniti nel 1935, ed è ora attiva in Canada, Australia, Gran Bretagna e Paesi Bassi. In precedenza la sua sede era Indianapolis (Indiana) ma attualmente si trova a Chattanooga (Tennessee).
Vi sono collegamenti con l'analoga associazione europea continentale MOROP per sviluppare la compatibilità tra le norme emanate dalle due associazioni.